# Хаутала, Микко
Ми́кко Та́пани Ха́утала (фин. Mikko Tapani Hautala; род. 10 мая 1972, Сейняйоки, Вааса) — финский дипломат; чрезвычайный и полномочный посол Финляндии в США (с 2020), ранее — чрезвычайный и полномочный посол Финляндии в России (2016—2020).

## Биография
Окончил Хельсинкский университет, получив степень магистра общественно-политических наук (политическая история) и магистра философии (славянские языки).
Поступил на службу в министерство иностранных дел Финляндии, где работал в дипломатических представительствах Финляндии в Киеве, ЕС и Москве. С 2011 по 2012 год занимал должность министра и заместителя посла в Москве.
С 2012 года занимал должность советника президента Саули Нийнистё по вопросам внешней политики.
19 февраля 2016 года президентом Финляндии назначен чрезвычайным и полномочным послом Финляндии в России с 1 сентября 2016 года. 9 ноября 2016 года в Александровском зале Большого Кремлёвского дворца вручил президенту России Владимиру Путину верительные грамоты.
С 1 сентября 2020 года назначен чрезвычайным и полномочным послом Финляндии в США.
Женат. Имеет двух детей.